# Rina Marlina
Rina Marlina (3 de noviembre de 1993) es una deportista indonesia que compite en bádminton adaptado. Ganó una medalla de bronce en los Juegos Paralímpicos de París 2024, en la prueba de dobles mixto (clase SH6).

## Palmarés internacional
| Juegos Paralímpicos | Juegos Paralímpicos | Juegos Paralímpicos | Juegos Paralímpicos |
| Año                 | Lugar               | Medalla             | Prueba              |
| ------------------- | ------------------- | ------------------- | ------------------- |
| 2024                | París (Francia)     | Medalla de bronce   | Dobles SH6 mixto    |